# 肉桂輪盾介殼蟲
肉桂輪盾介殼蟲（学名：Aulacaspis greeni）为盾介殼蟲科輪盾介殼蟲屬下的一个种。